# Judi Bari
Judith "Judi" Bari, född 7 november 1949 i Silver Spring, Maryland, död 2 mars 1997 nära Willits i Mendocino County, Kalifornien, var en amerikansk miljö- och fackföreningsaktivist, en feminist och central organisatör av Earth First!:s kampanjer mot avverkningen av redwoodskogarna i norra Kalifornien på 1980- och 90-talen.
Bari gifte sig 1980 med Mike Sweeney, och paret fick två barn, Lisa (1981) och Jessica (1985). 
Den 24 maj 1990 exploderade en bomb i Judi Baris bil. Baris bäcken krossades, och den likaledes närvarande Darryl Cherney skadades. Spikbomben var placerad under förarsätet och riggad att explodera när bilen rörde sig. Bari och Cherney arresterades senare efter att polisen och FBI misstänkte att de hade transporterat bomben när den av misstag exploderade. Bari hävdade att extremister som motsatte sig deras aktivism hade placerat bomben i hennes bil för att döda henne.
Fallet mot de båda aktivisterna lades senare ner på grund av brist på bevis. Den 11 juni 2002 fick Bari och Cherney ett skadestånd på 4,4 miljoner dollar.
Bari dog år 1997 i bröstcancer. 
En dokumentärfilm om fallet, The Forest for the Trees, släpptes 2006. Dokumentären regisserades av Bernadine Mellis, vars far är en av de advokater som medverkar i dokumentären.
Dokumentären Who Bombed Judi Bari? av Mary Liz Thomson släpptes 2012.
Sedan 2003 är den 24 maj Judi Bari Day i Oakland.